# Malacolimax mrazeki
Malacolimax mrazeki is een slakkensoort uit de familie van de Limacidae. De wetenschappelijke naam van de soort is voor het eerst geldig gepubliceerd in 1904 door Simroth.